# 4581 Asclepius
4581 Asclepius è un asteroide near-Earth di circa 300 metri. Scoperto nel 1989, presenta un'orbita caratterizzata da un semiasse maggiore pari a 1,0221860 au e da un'eccentricità di 0,3571300, inclinata di 4,91904° rispetto all'eclittica.
L'asteroide è dedicato ad Asclepio, divinità della medicina nella mitologia greca, nota anche con il nome di origine latina Esculapio. Tradotto letteralmente significa "colui che prende in mano la bacchetta". 
Tra gli asteroidi numerati Asclepius ha detenuto il record di avvicinamento alla Terra; il 22 marzo del 1989 è infatti passato a circa 684000 km da essa, nell'esatto punto dove era la Terra solo 6 ore prima. Se si fosse scontrato, vista la sua dimensione, avrebbe creato la più grande esplosione registrata, dando vita ad un impatto astronomico catastrofico. Successivamente il primato passò a 367943 Duende.